# Rádio Aparecida
Rádio Aparecida é uma emissora de rádio brasileira sediada em Aparecida, cidade do estado de São Paulo. Opera no dial FM, na frequência 104,3 MHz desde julho de 2018, e pertence à Rede Aparecida de Comunicação, que também é mantenedora da da Pop FM e TV Aparecida. A emissora foi inaugurada em 8 de setembro de 1951, operando na frequência AM 1600 kHz e posteriormente em 820 kHz.
Foi uma das líderes da Rede Católica de Rádio, em parceria com outras geradoras. Desde 2016, administra a Rede Aparecida de Rádio, sua própria cadeia de emissoras. 

## História
Em 1937, os padres redentoristas que atuavam na Basílica de Aparecida iniciavam seus trabalhos para implantar uma emissora de rádio, quando o redentorista Oscar das Chagas Azeredo apresentou o projeto ao então arcebispo de São Paulo, Dom Duarte Leopoldo e Silva, que desaprovou a ideia, alegando falta de profissionais para compor a equipe. A conquista da outorga foi iniciada somente em 1950, quando o Pe. Antonio Ferreira de Macedo obteve permissão do arcebispo Dom Carlos Carmelo de Vasconcellos Motta, para o pleito. A autorização para a instalação da Rádio Aparecida foi publicada no Diário Oficial da União no dia 22 de dezembro de 1950.
A Rádio Aparecida foi inaugurada oficialmente às 9 horas de 8 de setembro de 1951, na frequência de 1600 kHz, com palavras iniciais de Dom Antônio Alves de Siqueira, Bispo Auxiliar de São Paulo, que disse: "Louvado seja nosso Senhor Jesus Cristo". Sua potência inicial era de 100 watts. Em 1955, é criado o Clube dos Sócios e um programa especial que ouvia todos os associados do mesmo.
Em 1968, durante a ditadura militar, a Rádio Aparecida é tirada do ar por 24 horas após acusações de que um padre havia lido um discurso subversivo no ar. O suposto discurso, na verdade, era a Declaração dos Direitos do Homem e do Cidadão, proclamada pelo Pe. Vitor Coelho no programa Os Ponteiros Apontam para o Infinito. No mesmo ano, a emissora inaugura suas transmissões em Onda Tropical de 60 metros.
Em 5 de setembro de 1975, foi inaugurado o atual prédio da Rádio Aparecida, ao lado da Catedral Basílica de Nossa Senhora Aparecida. Em 1976, a emissora passa a transmitir na frequência 820 kHz, com potência de 5 kW, e programação independente das ondas curtas e tropical. Em 24 de dezembro de 1982, foi inaugurada a onda curta de 25m, na frequência de 11855 kHz. Em 28 de outubro de 1984, entrou no ar a onda curta de 49m, em 6135 kHz.
A partir de 1992, a Rádio Aparecida passou a transmitir seu sinal via satélite por meio de um contrato com a Embratel, o que possibilitou o surgimento da Rede Católica de Rádio (RCR), no dia 10 de novembro de 1994.
A Rádio Aparecida criou em 2003 a Rede Aparecida de Evangelização (RAE) que operava em parte com a RCR, mas com um funcionamento próprio. O programa Com a Mãe Aparecida, transmitido via satélite das 20 horas até as 5 horas do dia seguinte, era a sua principal atração.
Em 2006, a sede da Rádio Aparecida é atingida por uma enchente, que prejudicou os documentos históricos que estavam no subsolo da emissora. Em 2007, reinaugura seu auditório que recebe o nome de Pe. Orlando Gambi, com capacidade para 630 pessoas sentadas.
Em 2011, durante suas comemorações de 60 anos, a Rádio Aparecida lança seu aplicativo móvel. Em 2015, retoma suas transmissões pela parabólica convencional, através do canal de áudio da TV Aparecida. Também são lançados novos programas aos finais de semana: aos sábados o Conexão RA (para AM) e o De Bem com a Vida (rede e ondas curtas) e aos domingos, o Clube dos Sócios no Rádio em ambas as faixas da emissora, substituindo o Rádio Revista.
A emissora reformulou sua estratégia de rede em 2016. Até então, existia a Rede Aparecida de Evangelização (RAE) com a exibição do Com a Mãe Aparecida. Como geradora da RCR, se identificava como Rede Aparecida de Comunicação. Isso causava confusão com os ouvintes da Rádio Aparecida, pois havia quatro identidades diferentes sendo usadas dependendo do horário. A partir de 2016, a Rede Aparecida de Evangelização e a Rede Aparecida de Comunicação tornaram-se a Rede Aparecida de Rádio, substituindo todas as identidades que a emissora usava quando estava em rede.
Em 2017, a Rádio Aparecida reformula sua programação e passa a transmitir uma mesma grade para todas as suas frequências, que deixa de ser regional e passa a ter caráter nacional, priorizando programas ao vivo visando a migração da AM para o FM. Na última quinzena de julho de 2018, a Rádio Aparecida inicia sua fase experimental operando na frequência FM 104,3 MHz, com o desligamento da AM previsto para o dia 12 de outubro. Em junho de 2021, a emissora desativa seus canais de ondas curtas, devolvendo-os à União após mais de 60 anos de operações. Como parte do processo de descontinuação, o programa Encontro DX (voltado ao hobby do dexismo e radioescuta, transmitido desde 1986) sai do ar em fevereiro de 2022. Em 19 de agosto de 2022, passou a ser transmitida pelo satélite Embratel Star One D2, na banda Ku.
No dia 4 de setembro de 2023, a Rádio Aparecida passa a colaborar com a Signis Rádio (nova denominação da Rede Católica de Rádio) com o Notícias em Trinta sendo o principal noticiário da rede, substituindo o Jornal Brasil Hoje.